# Stade Julián-Tesucún
Le stade Julián-Tesucún est un stade de football situé à San José au Guatemala, ouvert en 2008.
Son résident est le CD Heredia, club évoluant à plusieurs reprises en première division du championnat du Guatemala de football dans les années 2000.